# Bart Debie
Bart Debie (Deurne, 29 juli 1974) is een Belgisch voormalige politiecommissaris van Antwerpen en voormalig gemeenteraadslid voor het Vlaams Belang te Antwerpen. Als commissaris was z'n naam verbonden met het nultolerantiebeleid van de politie op het Antwerpse Falconplein. In die hoedanigheid werd hij opgemerkt door het Vlaams Blok, die hem aantrok als veiligheidsadviseur.

## Levensloop
Debie stond op de achtste plaats van de kartel-lijst van Vlaamsbelang-VLOTT voor de gemeenteraadsverkiezingen van 8 oktober 2006, wat de gemeenteraad betreft, en werd daarbij verkozen, want het kartel behield de 20 zetels die het voormalige Vlaams Blok bij de vorige gemeenteraadsverkiezingen behaald had, zes jaar eerder. Bij de districtsraadsverkiezingen in Borgerhout moest hij echter een verlies van 10% incasseren, wat in de praktijk één zetel minder betekende (van 9 naar 8). Tijdens de Kamerverkiezingen in 2007 behaalde Debie van op de 10e plaats nog bijna 8400 voorkeurstemmen.
Debie was betrokken in meerdere rechtszaken. Als gevolg hiervan werd hij in 2003 geschorst bij de politie, kreeg na meerdere jaren procederen in 2008 1 jaar effectieve gevangenisstraf, en werd in 2008 ontzet uit zijn politieke rechten. Eind november 2010 werd hij uit het Vlaams Belang gezet.

### Ontslag bij de politie
Debie werd in juli 2003 preventief geschorst als politiecommissaris omdat het gerecht hem in verdenking had gesteld voor mishandeling van Turkse arrestanten en illegale huiszoekingen. Hij werd hiervoor ook aangehouden en enkele dagen in voorhechtenis genomen. Eind 2003 werd deze voorlopige schorsing voor onbepaalde duur verlengd. Hierop nam Debie ontslag.
Debie werd op 2 september 2005 in staat van beschuldiging gesteld wegens onder meer foltering, schriftvervalsing, verduistering van in beslag genomen bewijsmateriaal, misbruik van zijn gezag, slagen en inbreuk op de antiracismewet. De feiten situeren zich in de periode 6 februari 1999 - 30 april 2003. Op 31 mei 2006 werd Debie door de raadkamer naar de correctionele rechtbank verwezen voor onder meer het folteren van verdachten, inbreuken op de antiracismewet en schriftvervalsing.
Debies proces voor de correctionele rechtbank startte op 15 maart 2007. Hij moest zich toen verantwoorden voor onder meer machtsmisbruik, buitensporig politiegeweld, vervalsen van tientallen processen-verbaal en inbreuken op de racismewetgeving. Het parket sprak van zeer ernstige feiten, gepleegd in een voorbeeldfunctie als commissaris en docent op de politieschool. "Zijn gedrag zet ons hele rechtssysteem op de helling", aldus het Openbaar Ministerie. Het vorderde vier jaar effectieve gevangenisstraf en een boete van 2500 euro.
Op 5 april 2007 veroordeelde de rechtbank Debie tot 3 jaar gevangenisstraf met uitstel voor buitensporig geweld en vervalsing van PV's. De inbreuken op de racismewet werden niet bewezen geacht. Debie moest aan vijf burgerlijke partijen een schadevergoeding van in totaal 7.500 euro betalen. De veroordeelde ging tegen deze uitspraak in beroep.
Op 31 januari 2008 veroordeelde het Hof van Beroep Debie tot vier jaar cel, waarvan één jaar effectief, voor onder meer het opstellen van valse processen-verbaal, opzettelijke slagen en verwondingen aan verdachten en het aanzetten tot racisme. Hij kreeg ook een boete van € 1.250 opgelegd en werd voor vijf jaar uit zijn rechten ontzet. De veroordeelde deelde via zijn advocaat mee dat hij een cassatieberoep zou aantekenen, waardoor de veroordeling opschortend werkt.
De vroegere commissaris bestempelde zich na de uitspraak als een slachtoffer dat enkel zijn werk als politieman heeft gedaan "om de stad van uitschot te bevrijden". Debie werd daarin verder gesteund door zijn partij, die hiermee een harde aanpak van de criminaliteit ondersteunt. Dewinter gaf toen ook nog mee dat de veroordeling een politieke uitspraak betreft.
Op 27 mei 2008 bevestigde het Hof van Cassatie de uitspraak in beroep en veroordeelde hem tot 1 jaar effectieve celstraf. Debie werd toen ook voor vijf jaar uit zijn politieke rechten ontzet. Hij werkte sindsdien wel nog altijd als persverantwoordelijke en woordvoerder van Filip Dewinter en de Vlaams Belangfractie in het Vlaams parlement.

### Rel rond Marie-Rose Morel
Bij het nieuws dat de kanker van voormalig bestuurslid van de partij Marie-Rose Morel uitgezaaid was in de hersenen, zette hij op zijn Facebookprofiel dat "de champagne moest worden koud gezet." Iets soortgelijk had hij begin augustus al gedaan: toen bekend werd dat Morel hervallen was, plaatste hij "Wat een mooie dag vandaag zeg :)"
Dit veroorzaakte een storm van protest, zowel binnen als buiten z'n eigen partij. Op 24 november 2010 werd hij hiervoor door toenmalig partijvoorzitter Bruno Valkeniers uit de partij gezet.

### Politieke infiltratie
Tot eenieders verbazing verklaarde hij in februari 2013 plotseling naar aanleiding van het uitlekken van twee rapporten daarover dat hij van 2007 tot 2010 een spion zou zijn geweest van de "Staatsveiligheid" binnen de eigen partij met de bedoeling de handel en wandel van Filip Dewinter na te gaan. Dit deed hij naar verluidt na de uitspraak van Annemie Turtelboom, Minister van Binnenlandse Zaken, dat er geen dossiers over parlementsleden zouden aangelegd zijn.